# Plek als dit
Plek als dit is een lied van de Nederlandse rapper Ronnie Flex. Het werd in 2016 als single uitgebracht en stond in 2017 als zesde track op het album Rémi.

## Achtergrond
Plek als dit is geschreven door Ronell Plasschaert en Boaz de Jong en geproduceerd door Ronnie Flex en Boaz van de Beatz. Het is een nummer uit het genre nederhop. In het lied rapt en zingt de artiest over zijn relatie en het nemen van de volgende stap daarin. De single heeft in Nederland de dubbel platinastatus.
Van het lied werden drie officiële remixen gemaakt, welken door Ronnie Flex op een remixsingle werden uitgebracht. Dit waren een remix door Russo, een remix door Bizzey en Yung Felix en een remix door Géza Weisz.

## Hitnoteringen
De artiest had succes met het lied in de hitlijsten van Nederland. Het piekte op de elfde plaats van de Nederlandse Single Top 100 en het stond 21 weken in deze hitlijst. In de Nederlandse Top 40 kwam het tot de 29e positie. Het was vier weken in de Top 40 te vinden. 